# Louis-Sébastien Mercier
Louis-Sébastien Mercier (Paris, 6 de julho de 1740 — Paris, 25 de abril de 1814) foi um dramaturgo e escritor francês, cujo romance L'An 2440 de 1771 é um exemplo de ficção protocientífica.

## Juventude e educação
Ele nasceu em Paris em uma família humilde: seu pai era um artesão habilidoso que polia espadas e braços de metal. Mercier, no entanto, recebeu uma educação decente.

## Carreira literária
Mercier começou sua carreira literária escrevendo epístolas heróicas . Ele logo chegou à conclusão de que Boileau e Racine haviam arruinado a língua francesa e que o verdadeiro poeta escrevia em prosa.
Ele escreveu peças, panfletos e romances e publicou prodigiosamente. Mercier frequentemente reciclava passagens de um trabalho para outro e expandia os ensaios que já havia escrito. As observações perspicazes de Mercier sobre seus arredores e a sensação jornalística de sua escrita fizeram com que sua obra permanecesse fascinante, apesar da natureza de sua composição. "Não há melhor escritor para consultar", escreve Robert Darnton, "se alguém quiser ter alguma ideia de como Paris parecia, soava, cheirava e se sentia na véspera da Revolução".

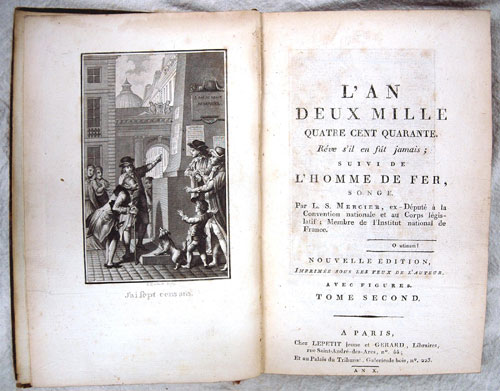
Louis-Sebastien Mercier, L'An dois mil quatrocentos e quarenta, vol. II, Paris, Lepetit Jeune e Gerard, 1802

As mais importantes de suas obras diversas são L'An 2440, rêve s'il en fut jamais (1771), L'Essai sur l'art dramatique (1773), Néologie ou Vocabulaire (1801), Le Tableau de Paris (1781- 1788), Le nouveau Paris (1799), Histoire de France (1802) e Satire contre Racine et Boileau (1808).
Ele denunciou a tragédia francesa como uma caricatura de costumes antigos e estrangeiros em versos bombásticos e defendeu o drama tal como compreendido por Diderot . Para os filósofos, ele era totalmente hostil. Ele negou que a ciência moderna tivesse feito qualquer avanço real; ele até levou seu conservadorismo ao ponto de sustentar que a Terra era uma planície plana e circular em torno da qual girava o sol.
Mercier escreveu cerca de sessenta dramas, entre os quais podem ser mencionados Jean Hennuyer (1772), La Destruction de la ligue ( 1782), Jennval (1769), Le Juge (1774), Natalie (1775) e La Brouette du vinaigrier (1775).

### L'An 2440
L'An 2440, rêve s'il en fut jamais de Mercier "O ano 2440"; é um romance utópico ambientado no ano de 2440. Uma obra extremamente popular (teve vinte e cinco edições após sua primeira aparição em 1770), a obra descreve as aventuras de um homem não identificado, que, após se envolver em uma discussão acalorada com um amigo filósofo sobre as injustiças de Paris, adormece e se encontra em uma Paris do futuro. Darnton escreve que "apesar de seu caráter autoproclamado de fantasia ... Ano 2440 exigia ser lido como um guia sério para o futuro. Ele ofereceu uma perspectiva nova e surpreendente: o futuro como um fato consumado e o presente como um passado distante. Quem poderia resistir à tentação de participar de tal experimento mental? E uma vez engajado nele, quem poderia deixar de ver que ele expôs a podridão da sociedade diante de seus olhos, a Paris do século XVIII?"

## Visão política
Na política, ele era um moderado e, como membro da Convenção, votou contra a pena de morte para Luís XVI. Durante o reinado do Terror, ele foi preso, mas foi libertado após a queda de Robespierre, a quem chamou de "Sanguinocrata" (grosso modo, governante por derramamento de sangue).

## Lista de trabalhos
- 1760: Hécube à Pyrrhus, héroïde, s.l.
- 1762: Hypermnestre à Lyncée, héroïde, s.l.
- 1762: Canacée à Macarée et Hypermnestre à Lyncée, héroïdes nouvelles par l’auteur d’Hécube, s.l.
- 1762: Philoctète à Péan, son père, héroïde, s.l.
- 1763: Crizéas et Zelmine, poème, s.l.
- 1763: Épître d’Héloïse à Abailard, imitation nouvelle de Pope, London
- 1763: Médée à Jason, après le meurtre de ses enfants, héroïde, suivi d’un morceau tiré de Dante, s.l.
- 1763: Sénèque mourant à Néron, héroïde, s.l.
- 1763: Le Bonheur des gens de lettres, discours, Bordeaux
- 1764: Discours sur la lecture, Paris
- 1764: Saint-Preux à Wolmar après la mort de Julie, ou dernière lettre du roman de la Nouvelle Héloïse, Paris
- 1764: La Boucle de cheveux enlevée, poème héroï-comique de Pope, trad., Amsterdam
- 1764: Héroïdes et autres pièces de poésie, Paris
- 1765: Calas sur l’échafaud à ses juges, poème, s.l.
- 1765: Éloge de René Descartes, Genève et Paris, Chez la Vve Pierres
- 1766: Le Génie, poème, London and Paris
- 1766: Discours sur les malheurs de la guerre et les avantages de la paix, The Hague
- 1766: Histoire d’Izerben, poète arabe, trad. de l’arabe, Amsterdam and Paris, Cellot
- 1767: Éloge de Charles V, roi de France surnommé Le sage, Amsterdam
- 1767: Les Amours de Chérale, poème en six chants, suivi du bon génie, Amsterdam
- 1767: Lettre de Dulis à son ami, London and Paris, Vve Duchesne
- 1767: L’Homme sauvage, histoire trad. de Pfeil, Amsterdam
- 1767: La Sympathie, histoire morale, Amsterdam
- 1767: Virginie, tragédie en cinq actes, Paris, Vve Duchesne
- 1768: Que notre Âme peut se suffire à elle-même, épître philosophique qui a concouru pour le prix de l’Académie française, in 1768, London
- 1768: Contes moraux, ou les Hommes comme il y en a peu, Paris, Panckoucke
- 1768: Songes philosophiques, London and Paris, Lejay
- 1768: Zambeddin, histoire orientale, Amsterdam and Paris, Delalain
- 1768: Fragments d’un éloge de Henri IV, roi de France, Paris
- 1769: Les Cerises, conte en vers, Paris, Lejay
- 1769: Jenneval ou le Barnevelt français, five-act drama in prose, Paris
- 1770: Le Déserteur, drame en cinq actes et en prose, Paris, Lejay
- 1770: Songes d’un ermite, à l’Hermitage de Saint-Amour, Paris, Hardy
- 1770: Olinde et Sophronie, drame héroïque en cinq actes et en prose, Paris, Lejay
- 1771: L'An 2440, rêve s'il en fut jamais, Amsterdam, Van-Harrevelt
- 1772: Le Faux Ami, drame en trois actes en prose, Paris, Lejay
- 1772: L’Indigent, drame en quatre actes en prose, Paris, Lejay
- 1772: Jean Hennuyer, évêque de Lisieux, three-act drama, London
- 1773: Du théâtre ou Nouvel essai sur l’art dramatique, Amsterdam, E. van Harrevelt
- 1774: Childéric, premier roi de France, drame héroïque en trois actes, en prose, London and Paris, Ruault
- 1774: Le Juge, drame en trois actes, in prose, London and Paris, Ruault
- 1775: La Brouette du vinaigrier, three-act drama, London and Paris
- 1775: Nathalie, drame en quatre actes, London and Paris, Ruault
- 1775: Premier mémoire par le Sieur Mercier contre la troupe des Comédiens français, Paris, Vve Herissant
- 1775: Mémoire à consulter et consultation par le Sieur Mercier contre la troupe des comédiens ordinaires du Roi, Paris, Clousier
- 1776: Molière, five-act drama in prose, imitated from de Goldoni, Amsterdam and Paris
- 1776: Éloges et discours académiques qui ont concouru pour les prix de l’Académie française et de plusieurs autres académies, par l’auteur de l’ouvrage intitulé l’an deux mille quatre cent quarante, Amsterdam
- 1776: Jezzenemours, roman dramatique, Amsterdam
- 1776: Les Hommes comme il y en a peu et les Génies comme il n’y en a point, contes moraux orientaux, persans, arabes, turcs, anglais, français, etc., les uns pour rire, les autres à dormir debout, Nouv. éd. Bouillon, impr. de la Soc. Typographique, Neuchâtel
- 1776: Éloges et discours philosophiques, Paris
- 1777: Les Comédiens, ou le Foyer, comédie en un acte et en prose, Paris, Successeurs de la Vve Duchesne
- 1778: De la Littérature et des littérateurs suivi d’un Nouvel examen de la tragédie française, Yverdon
- 1778: Théâtre complet, Amsterdam
- 1778: La Vertu chancelante, ou la Vie de Mlle d’Amincourt, Liège and Paris
- 1779: Le Campagnard, ou le Riche désabusé, drame en deux actes et en prose, The Hague
- 1780: Le Charlatan, ou le docteur Sacroton, comédie-parade en un acte, en prose, The Hague and Paris, Vve Ballard et fils
- 1780: La Demande imprévue, three-act comedy, Paris, Vve Ballard et Vve Duchesne
- 1781: Tableau de Paris, Hambourg et Neuchâtel, S. Fauche
- 1781: L’Homme de ma connaissance, two-act comedy in prose, Amsterdam and Paris, Vve Ballard et fils
- 1781: Le Gentillâtre, three-act comedy in prose, Amsterdam and Paris
- 1781: Le Philosophe du Port-au-Bled, s.l.
- 1782: Zoé, drame en trois actes, Neuchâtel, Impr. de la Société typographique
- 1782: Les Tombeaux de Vérone, drame en cinq actes, Neuchâtel, Impr. de la Société typographique
- 1782: La Destruction de la Ligue, ou la réduction de Paris, pièce nationale en quatre actes, Amsterdam and Paris)
- 1782: L’Habitant de la Guadeloupe, four-act comedy, Neuchâtel, Impr. de la Société typographique
- 1783: Portraits des rois de France, Neuchâtel, Impr. de la Société typographique
- 1783: La Mort de Louis XI, roi de France, pièce historique, Neuchâtel
- 1784: Montesquieu à Marseille, Lausanne, J.-P. Heubach et Paris, Poinçot
- 1784: Mon Bonnet de nuit, Neuchâtel, Impr. de la Société typographique
- 1784: Charles II, roi d’Angleterre, en certain lieu, comédie très morale en cinq actes très courts, par un disciple de Pythagore, Venise [i.e. Paris]
- 1784: Les Hospices, s.l.
- 1785: L’Observateur de Paris et du royaume, ou Mémoires historiques et politiques, London
- 1785: Portrait de Philippe II, roi d’Espagne, Amsterdam
- 1785: Histoire d’une jeune Luthérienne, Neuchâtel, Impr. Jérémie Vitel
- 1786: L'An 2440, rêve s'il en fut jamais, 2e éd. suivi de l’Homme de fer, songe, Amsterdam
- 1786: Les Entretiens du Palais-Royal de Paris, Paris, Buisson
- 1787: Notions claires sur les gouvernements, Amsterdam
- 1788: Songes et visions philosophiques, Amsterdam and Paris
- 1788: Tableau de Paris, nouv. éd. corrigée et augmentée, Amsterdam
- 1788: Les Entretiens du jardin des Tuileries de Paris, Paris, Buisson
- 1788: La Maison de Molière, five-act comedy in prose, Paris, Guillot
- 1789: Lettre au Roi, contenant unprojet pour liquider en peu d’années toutes les dettes de l’État soulageant le peuple du fardeau des impositions, Amsterdam et Paris, chez les Marchands de nouveautés
- 1789: Adieux à l’année, s.l.n.d.
- 1790: Le Nouveau Doyen de Killerine, three-act comedy in prose, Paris
- 1790: Réflexions très importantes sur les nouvelles élections des municipalités, s.l.
- 1791: De Jean-Jacques Rousseau considéré comme l’un des premiers auteurs de la Révolution, Paris, Buisson
- 1791: Adresse de l’agriculture à MM. de l’Assemblée nationale régénératrice de l’Empire français, Paris, C.-F. Perlet
- 1792: Fragments de politique et d’histoire, Paris, Buisson
- 1792: Fictions morales, Paris, Impr. du Cercle social
- 1792: Le Vieillard et ses trois filles, three-act play in prose, Paris, Cercle social
- 1792: Le Ci-Devant noble, three-act comedy, Paris, Impr. du Cercle social
- 1792: Réflexions d’un patriote : Ier sur les assignats ; IIe sur les craintes d’une banqueroute nationale ; IIIe sur les causes de la baisse des changes étrangers ; IVe sur l’organisation de la garde nationale ; Ve sur les finances et impositions ; VIe sur les assemblées primaires ; VIIe sur les droits de patentes avec une Adresse aux Français, Paris, Impr. H.-J. Janse
- 1792: Les Crimes de Philippe II, roi d’Espagne, drame historique, s.l.
- 1793: Isotisme ou le Bon Génie, poème en prose suivi de la Sympathie, histoire morale, Paris
- 1793: Opinion de Louis Sébastien Mercier sur Louis Capet, Paris, Impr. de Restif
- 1793: Philédon et Prothumie, poème érotique suivi de fragments des Amours de Chérale, Paris
- 1794: Timon d’Athènes en cinq actes, en prose, imitation de Shakespeare, Paris, Impr. T. Gérard
- 1794: Fénelon dans son diocèse, pièce dramatique en trois actes et en prose, Paris, marchands de nouveautés
- 1796: Discours de L.-S. Mercier prononcé le 18 floréal sur René Descartes, Paris, Impr. Nationale
- 1796: Rapport fait au nom d’une commission spéciale sur l’enseignement des langues vivantes, Paris, Impr. Nationale
- 1796: Second Rapport fait au nom d’une commission spéciale sur l’enseignement des langues vivantes, Paris, Impr. Nationale
- 1796: Rapport et projet de résolution au nom d’une commission, sur la pétition des peintres, sculpteurs, graveurs, architectes, relativement au droit de patente, Paris, Impr. Nationale
- 1796: Motion d’ordre et discours sur le rétablissement d’une loterie nationale, Paris, Impr. Nationale
- 1796: Opinion de L.-S. Mercier sur les sépultures privées, Paris, Impr. Bertrand-Quinquet
- 1797: Hortense et d’Artamon, two-act comedy in prose, Paris, Cercle social
- 1797: Le Libérateur, two-act comedy, Paris, Cercle social
- 1797: Opinion de L.-S. Mercier sur le message du Directoire, converti en motion, tendant à astreindre les électeurs au serment décrété pour les fonctionnaires publics, Paris, Impr. Bertrand-Quinquet
- 1798: Le Nouveau Paris, Paris, Fuchs
- 1798: Mon dictionnaire, s.l.n.d.
- 1799: L’An deux mille quatre cent quarante, rêve s’il en fût jamais, suivi de L’homme de fer, songe, Paris, Bresson et Casteret, Dugour et Durand
- 1801: Néologie ou Vocabulaire de mots nouveaux, à renouveler ou pris dans des acceptions nouvelles, Paris, Moussard. Nouvelle édition établie, présented and annotated by Jean-Claude Bonnet, Belin, 2009.
- 1802: Histoire de France, depuis Clovis jusqu’au règne de Louis XVI, Paris, chez Cérioux et Lepetit jeune
- 1803: Satyres contre les astronomes, Paris, Terrelonge
- 1804: Charité, Versailles, Ph.-D. Pierres, Paris, Bossange, Masson & Besson
- 1806: De l’impossibilité du système astronomique de Copernic et de Newton, Paris, Dentu
- 1806 L’Apollon pythique, ou des Arts matériellement imitatifs, Paris
- 1808: Satyres contre Racine et Boileau, Paris, Hénée
- 1809: La Maison de Socrate le sage, five-act comedy, prose, Paris, Duminil-Lesueur Read on line

### Bibliográfia
- Léon Béclard, Sébastien Mercier, sa vie, son œuvre, son temps d’après des documents inédits, Paris: Honoré Champion, 1903, réimp. Hildesheim ; New York: G. Olms, 1982.
- Este artigo incorpora texto de uma publicação agora em domínio público: Chisholm, Hugh, ed. (1911). "Mercier, Louis Sebastien". Encyclopædia Britannica. 18 (11ª ed.). Cambridge University Press. p. 153